# The Barbra Streisand Album
The Barbra Streisand Album ist das erste Solo-Studioalbum von Barbra Streisand. Es erschien am 25. Februar 1963 in den USA. Barbra Streisand nahm elf Standards auf. Die LP wurde von Publikum und Kritik gleichermaßen gut aufgenommen und erhielt 1964 drei Grammy Awards – Album des Jahres, Sängerin des Jahres, Bestes Albumcover. Das Album erreichte in den USA Platz acht als höchste Platzierung. Ausgekoppelte Singles hatten keinen Erfolg. Das Album wurde in den USA mit einer goldenen Schallplatte ausgezeichnet.

## Trackliste
1. Cry Me a River – 3:37 (Arthur Hamilton)
2. My Honey's Lovin' Arms – 2:14 (Joseph Meyer, Harry Ruby)
3. I'll Tell the Man in the Street – 3:09 (Lorenz Hart, Richard Rodgers)
4. A Taste of Honey – 2:51 (Ric Marlow, Bobby Scott)
5. Who's Afraid of the Big Bad Woolf? – 2:35 (Frank Churchill, Ann Ronell)
6. Soon It's Gonna Rain – 3:44 (Tom Jones, Harvey Schmidt)
7. Happy Days Are Here Again – 3:04 (Milton Ager, Jack Yellen)
8. Keepin’ Out of Mischief Now – 2:11 (Andy Razaf, Fats Waller)
9. Much More – 3:02 (Tom Jones, Harvey Schmidt)
10. Come To The Supermarket In Old Peking – 1:56 (Cole Porter)
11. A Sleepin' Bee – 4:21 (Harold Arlen, Truman Capote)